# Norman Rockwell
Norman Rockwell (Nova Iorque, 3 de fevereiro de 1894 — Stockbridge, Massachusetts, 8 de novembro de 1978) foi um pintor e ilustrador estadunidense.
Rockwell era muito popular nos Estados Unidos, especialmente em razão das 323 capas da revista The Saturday Evening Post que realizou durante mais de quatro décadas, e das ilustrações de cenas da vida estadunidense nas pequenas cidades.
Pintou os retratos dos presidentes Eisenhower, John Kennedy, Lyndon Johnson e Richard Nixon, assim como o de outras importantes figuras mundiais, tais como Gamal Abdel Nasser e Jawaharlal Nehru. Um de seus últimos trabalhos foi o retrato da cantora Judy Garland, em 1969.

## Vida
Seus desenhos e pinturas são famosos pela meticulosidade e exatidão de traços e cores, capacidade desenvolvida devido a uma timidez na fase de adolescência devido aos pés tortos que tinha, passou a ser observador dos colegas de escola, gostando assim de desenhá-los, pois segundo ele "cada um tem seu talento e o meu é desenhar".
A meticulosidade na produção dos trabalhos de Rockwell também é muito famosa, sempre fazia todos os desenhos separados em partes, esboço da ideia, vestuário e logo depois tudo junto. Em 1937 passou a fotografar e fazer seus desenhos a partir das fotografias obtidas, fazendo desenhos em preto e branco para depois estudar as possibilidades de cores e texturas. Ele gostava de dar atenção especial às expressões faciais, capturando as expressões de uma maneira exata e caricaturada, principalmente o que concerne às expressões infantis pelos primeiros trinta anos de sua carreira.
Com o passar do tempo é possível notar o desenvolvimento de sua obra, no início eram crianças no sentido mais inocente, já quando ele se torna adulto sempre faz uma contraposição, como um adulto olhando para seu passado ou o contraste da infância, juventude com a fase adulta. Todos os setores da vida norte-americana foram retratados por Rockwell, desde os valores sociais como seus preconceitos. Na área histórica americana ele retratou a Primeira Guerra de forma mais amena, mas com a maior participação dos EUA na Segunda Guerra Mundial já foi mais forte, mostrando  soldados com expressão séria. Sua obra "Four Freedoms" ficou conhecida mundialmente.
Suas obras evoluíram, desde a explosão do cinema até a corrida espacial. Mesmo o incêndio em seu estúdio, no qual ele perdeu inúmeros trabalhos, serviu de tema para alguns esboços que continham um lado cômico.

## Crítica
Ao longo de toda a sua vida, o trabalho de Rockwell foi desdenhado por críticos de arte mais sérios. Muitos de seus trabalhos parecem excessivamente edulcorados, na opinião de críticos contemporâneos, especialmente as capas da Saturday Evening Post, que tendem a retratar a vida dos americanos de maneira idealista ou sentimental. Isso levou à introdução do adjetivo  "rockwellesque", geralmente com uma conotação depreciativa. Rockwell também não é considerado um "pintor sério" por muitos artistas contemporâneos, que consideram seu trabalho como burguês e kitsch.
O escritor  Vladimir Nabokov ironizou o fato de que a brilhante técnica de Rockwell tivesse sido posta a serviço de usos "banais", ao escrever em seu livro Pnin que "Dalí é, na verdade, o irmão gêmeo de Norman Rockwell sequestrado por ciganos quando  bebê". Rockwell tem sido chamado de "ilustrador", em vez de "artista", por alguns críticos, o que não o incomodava, pois era assim mesmo que ele se referia a si próprio.
Todavia, nos seus últimos anos,  Rockwell  recebeu mais atenção como pintor quando passou a tratar de temas  sérios, como na série sobre racismo da revista Look. Um exemplo desses trabalhos mais sérios é The Problem We All Live With ('O problema com o qual nós todos vivemos'), que trata da questão da integração racial nas escolas. A pintura mostra Ruby Bridges, uma menina negra de seis anos a caminho de uma escola pública de Nova Orleans em 14 de novembro de 1960. Em razão das ameaças de violência contra os negros, ela é escoltada por quatro policiais. A pintura é enquadrada de modo que as cabeças dos delegados são cortadas na altura dos ombros. Na parede atrás dela está escrito o insulto racial "nigger". The Problem We All Live With foi exibido na Casa Branca quando Bridges encontrou-se com o Presidente Obama, em 2011.

## Morte
Quando Rockwell morreu, em 8 de novembro de 1978, aos 84 anos, em consequência de um enfisema pulmonar, milhares de pessoas compareceram ao seu sepultamento. Muitas delas haviam tido seus rostos imortalizados pela maestria de Norman Rockwell.

## Homenagens
A cantora e compositora norte americana Lana Del Rey homenageia Rockwell em seu álbum de estúdio lançado em agosto de 2019, intitulado de Norman Fucking Rockwell!.
A primeira faixa que da nome ao álbum é repleta de referências ao pintor, Del Rey fala na letra como se o homem que ela estava se relacionando fosse um pintor e constantemente pintava ela na cor azul, simbolizando a tristeza.
Norman Fucking Rockwell! foi extremamente bem recebido pela crítica, atingindo 87 de 100 pontos no Metacritic, entrando na lista de melhores álbuns de todos os tempos, segundo o Metacritic. Também foi considerado por diversas revistas e sites de relevância o melhor álbum de 2019.
Norman Fucking Rockwell! também foi indicado ao Grammy Award de 2019 como Álbum do ano e a música título do álbum como Canção do Ano.

## Galeria

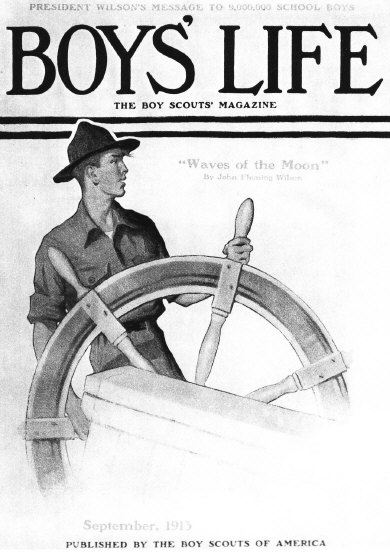
Scout at Ship's Wheel (setembro de 1913, ilustração de capa da Boys' Life)
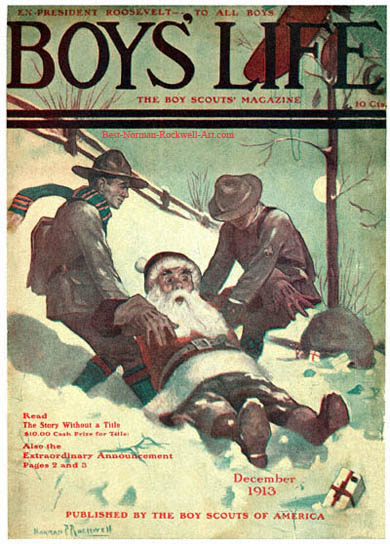
Santa and Scouts in Snow (1913)
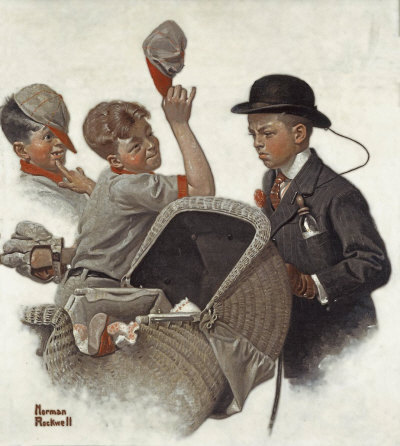
Boy and Baby Carriage (1916, primeira capa da Saturday Evening Post)
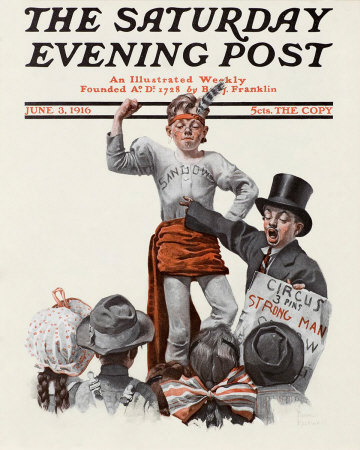
Circus Barker and Strongman (1916)
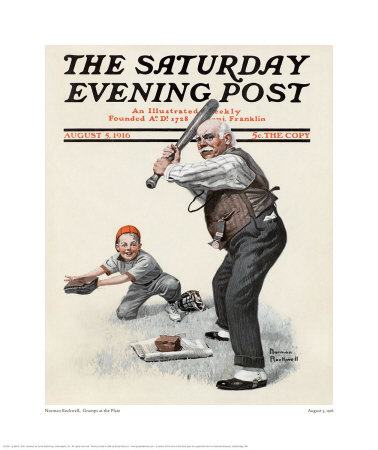
Gramps at the Plate (1916)
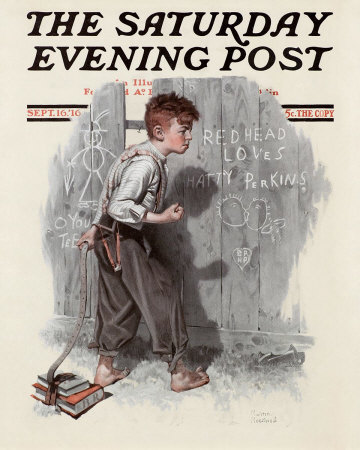
Redhead Loves Hatty Perkins (1916)
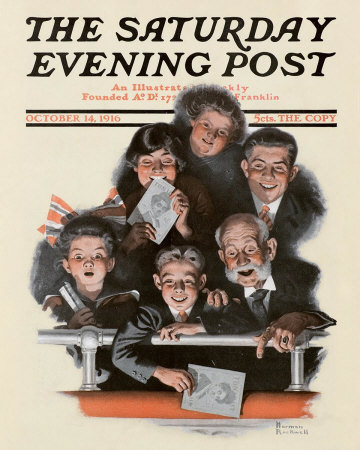
People in a Theatre Balcony (1916)
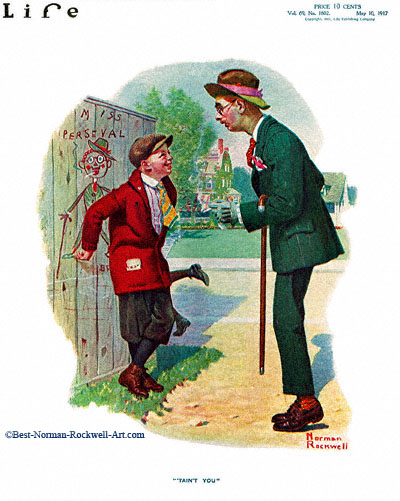
Tain't You,  primeira capa da Life (1917)
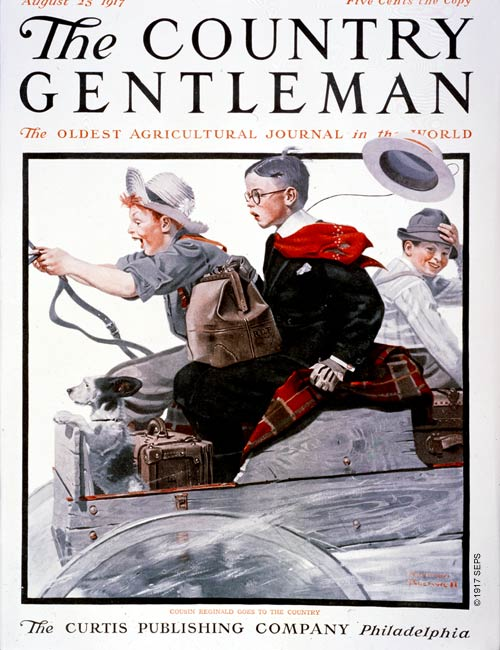
Cousin Reginald Goes to the Country (1917, primeira capa da Country Gentleman)
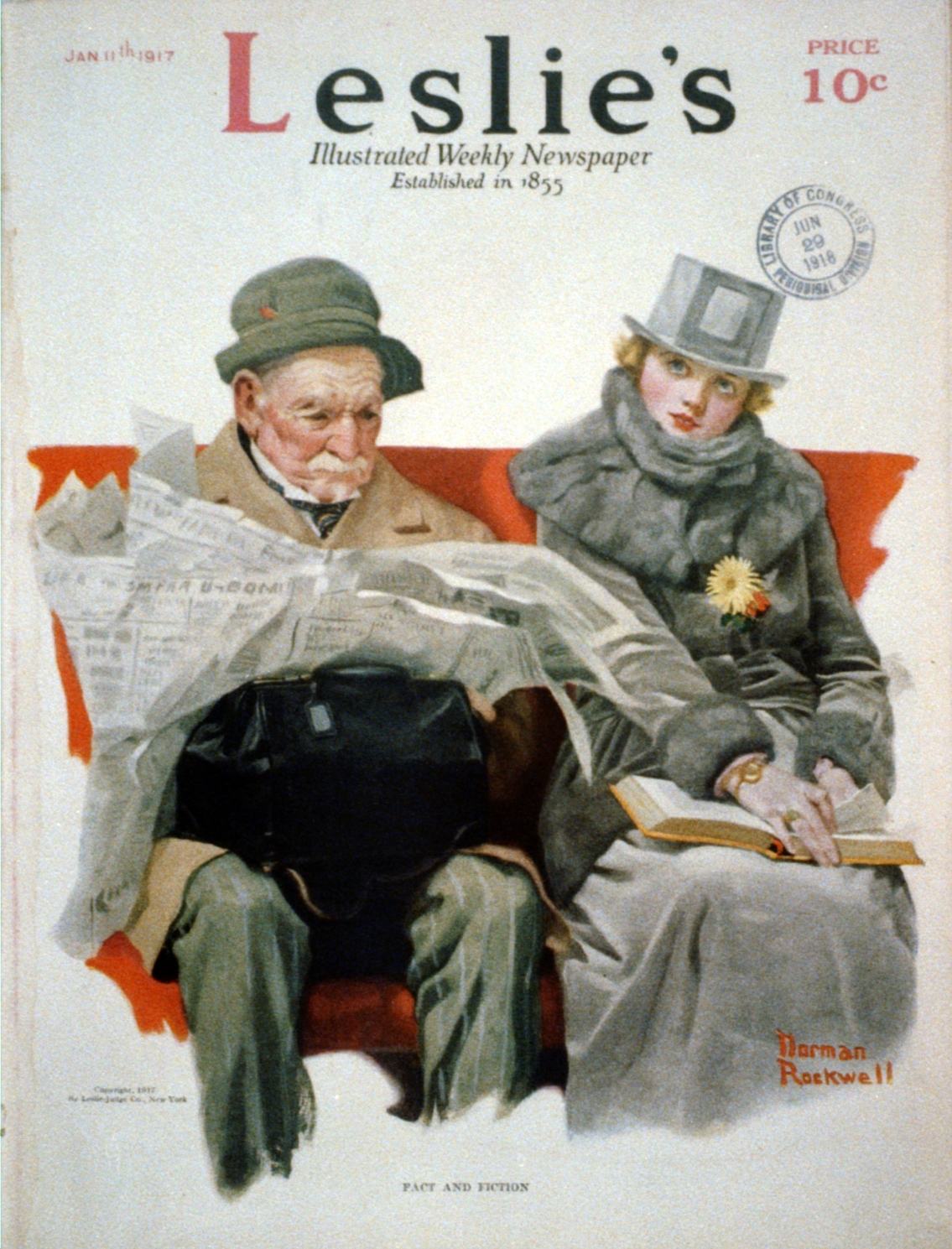
Fact and Fiction, capa do  "Leslie's illustrated weekly newspaper" (1917)
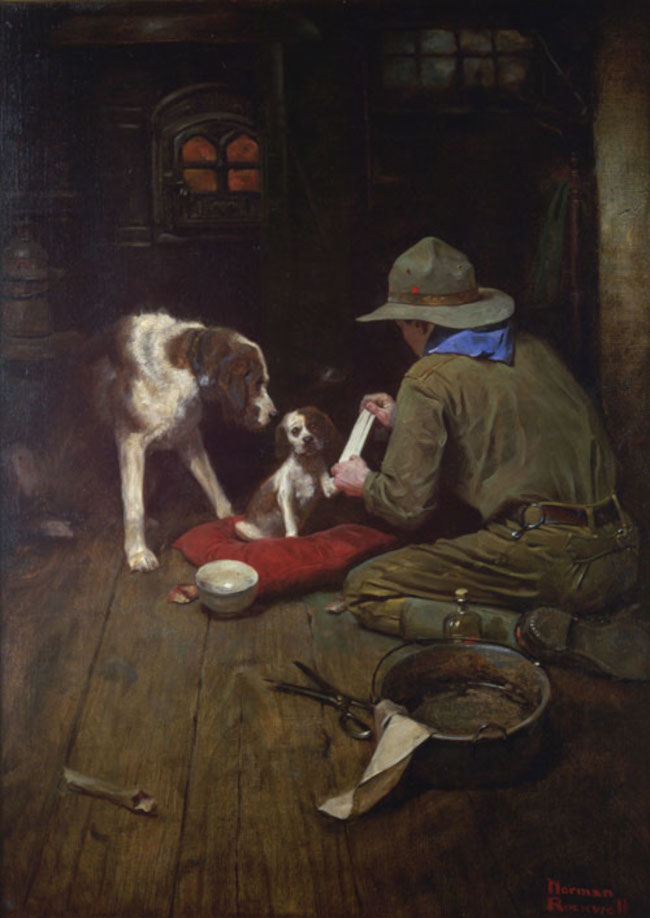
A Red Cross in the Making (1918)
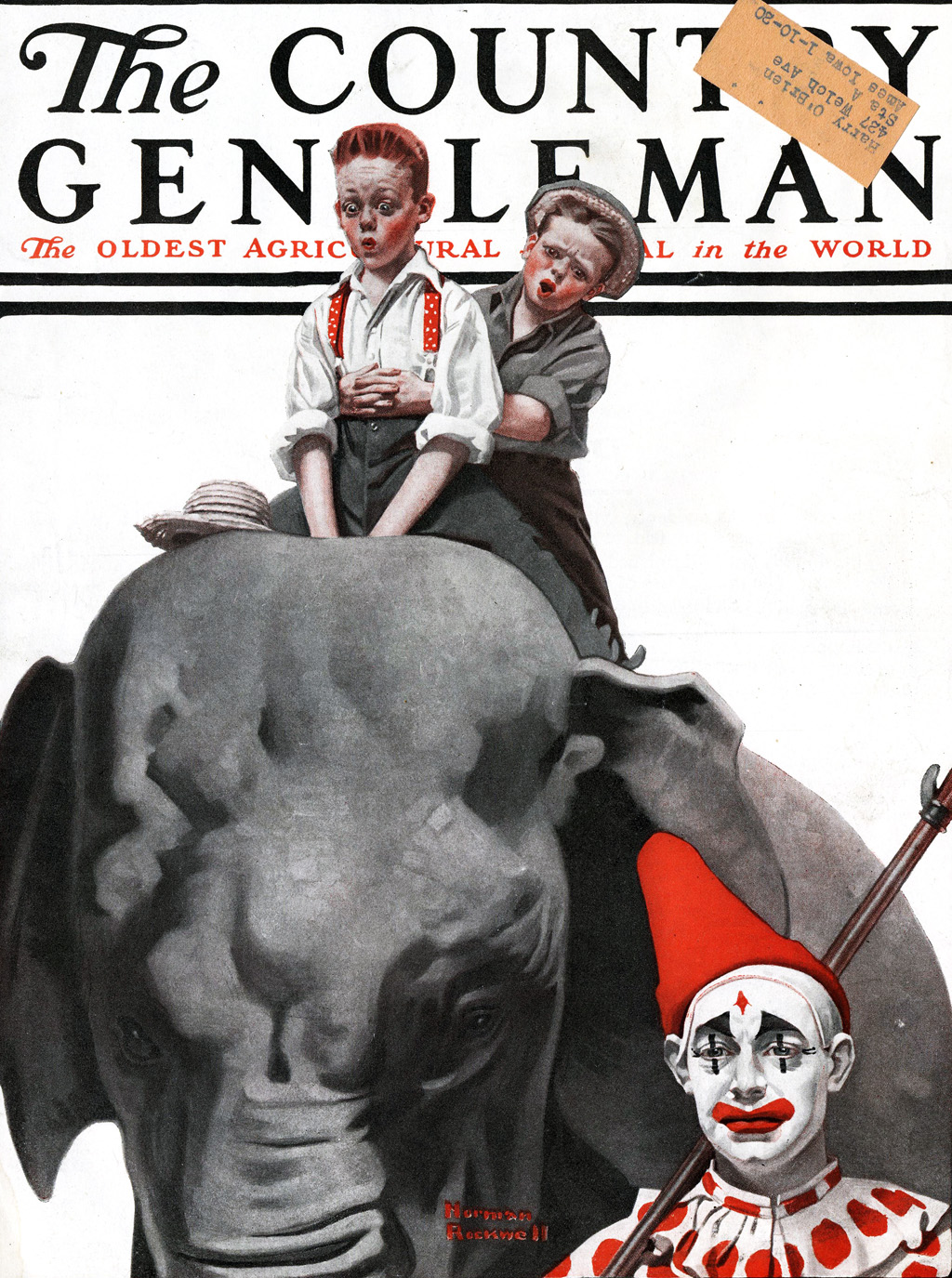
Country Gentleman", capa de revista (1919)
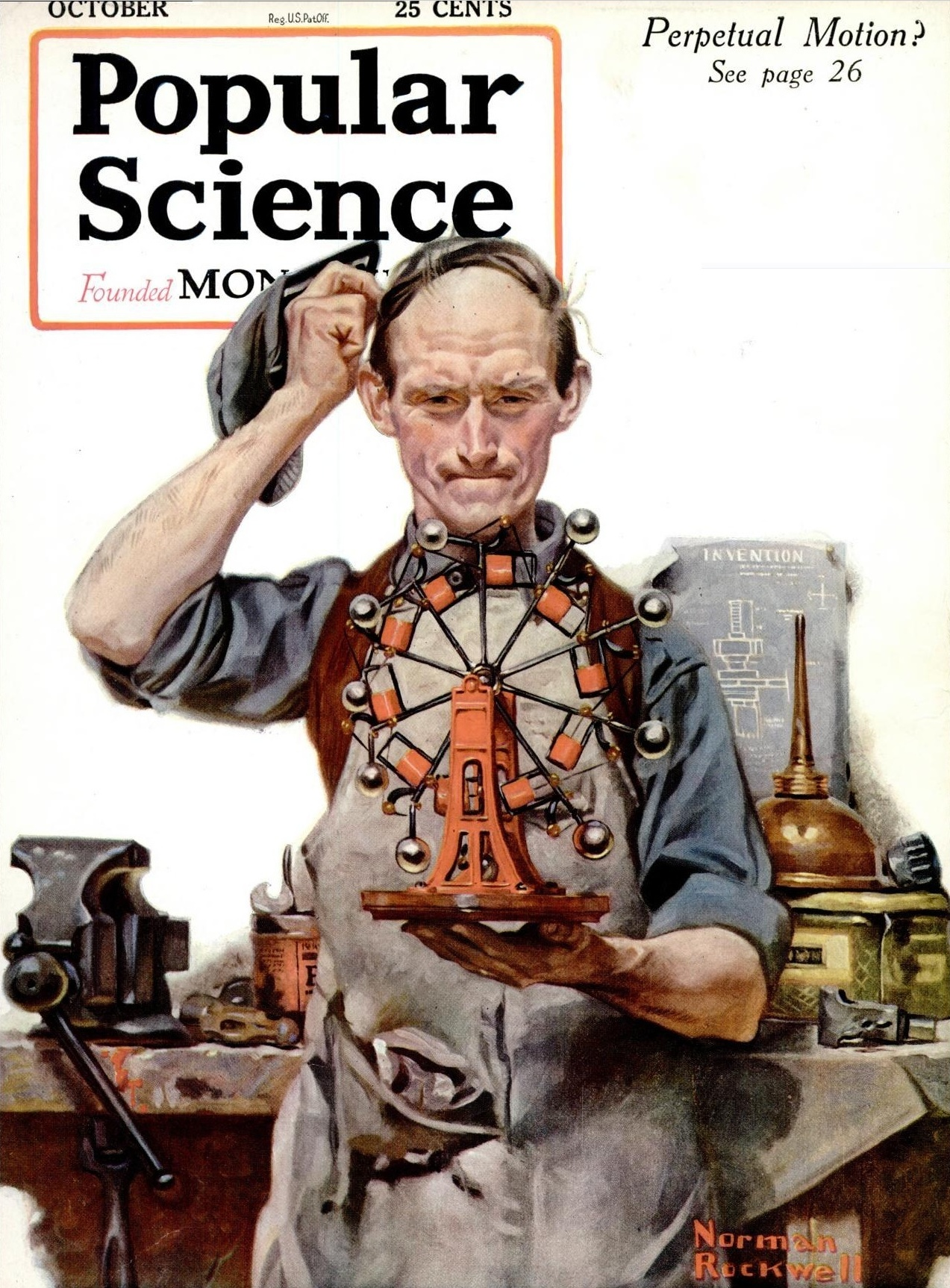
Perpetual Motion? (1920)
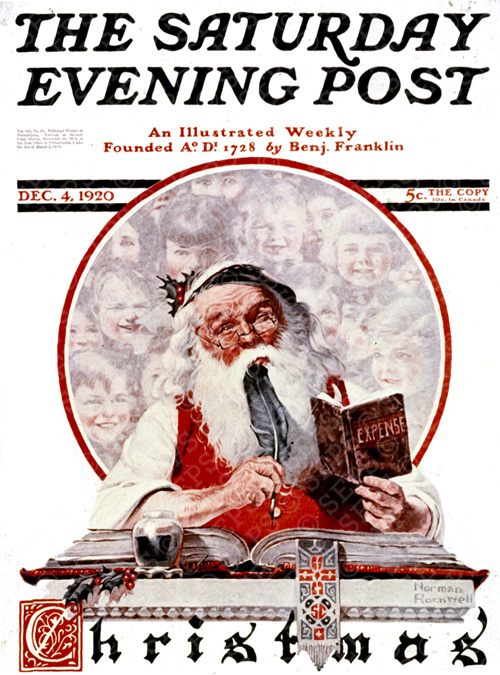
Santa and Expense Book (1920)
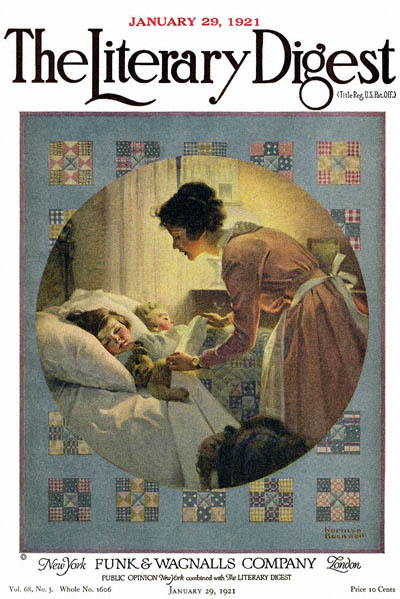
Mother Tucking Children into Bed (1921; sua primeira mulher, Irene, foi a model)
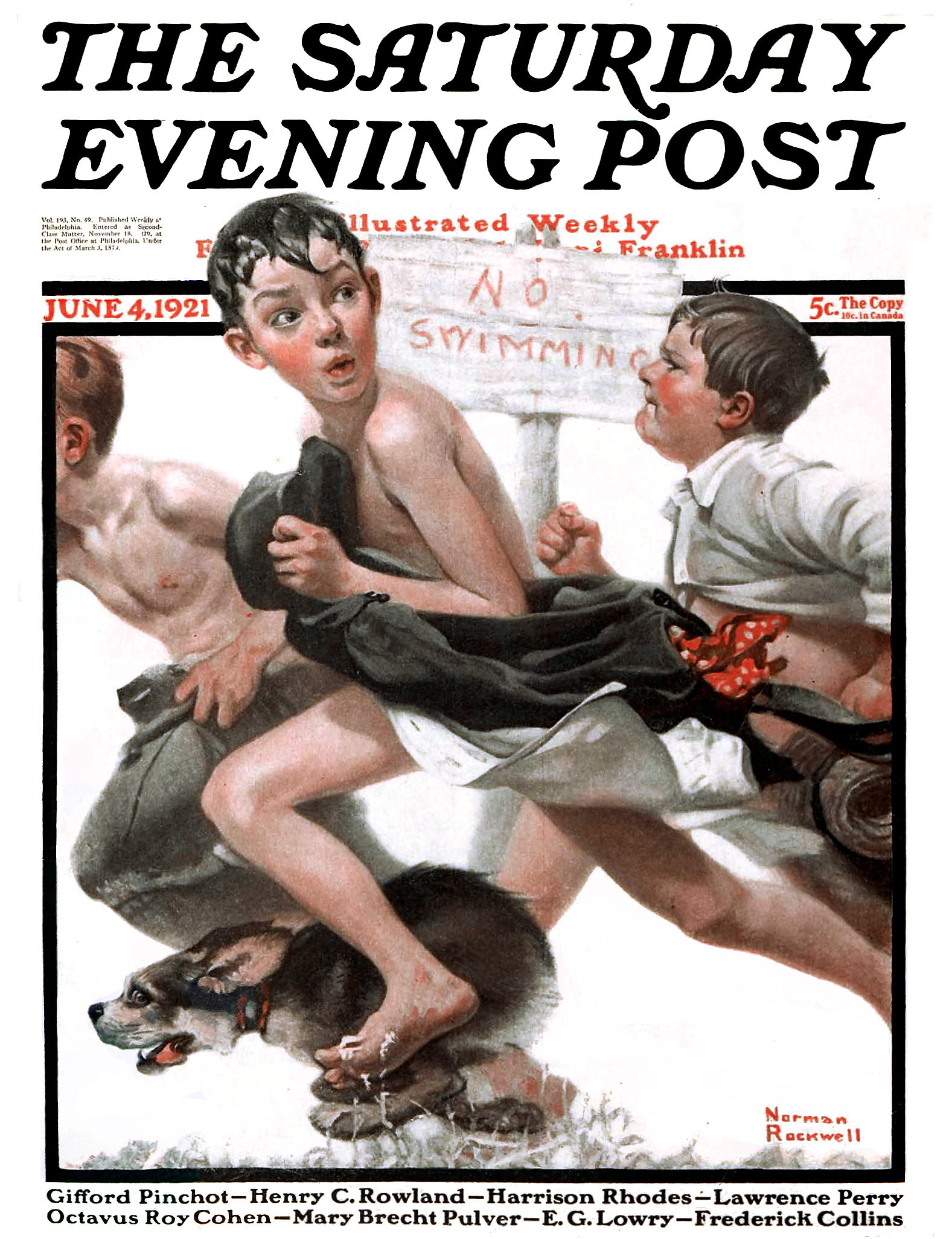
No Swimming (1921)
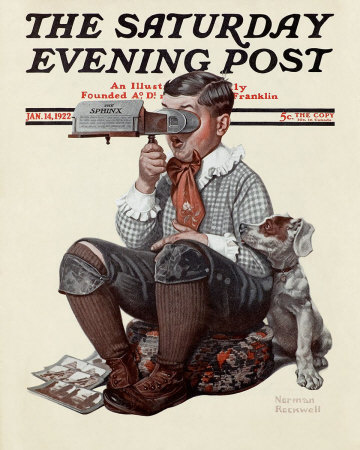
Boy with Stereoscope (1922)
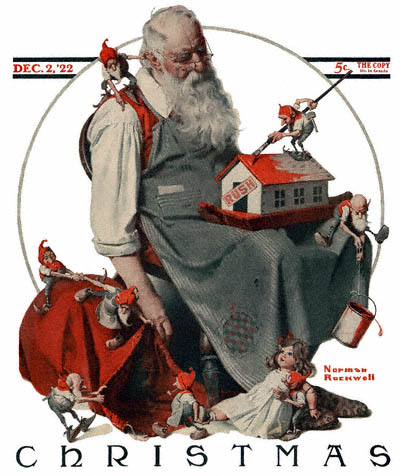
Santa with Elves (1922)
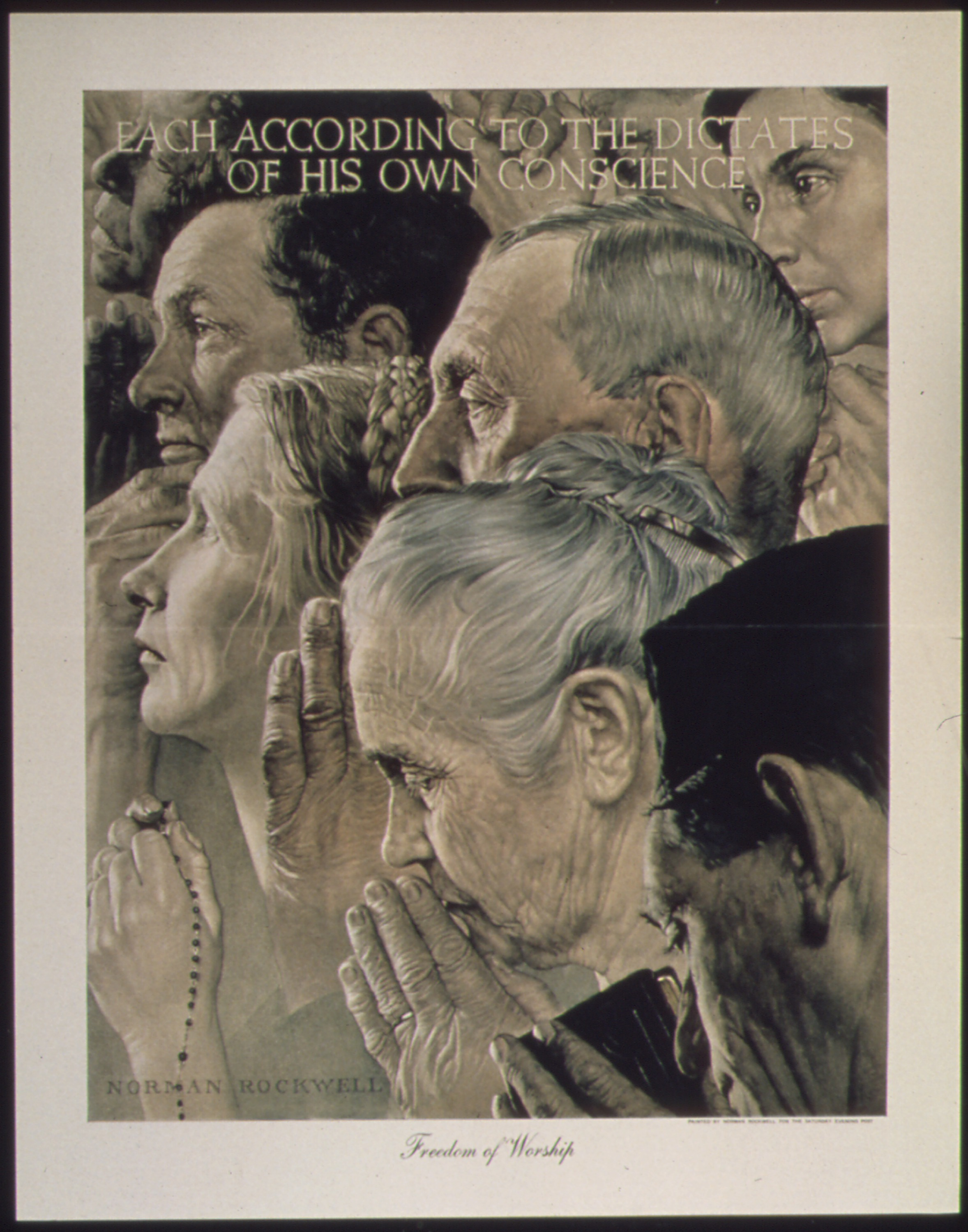
Freedom of Worship (da série  The Four Freedoms, 1943)
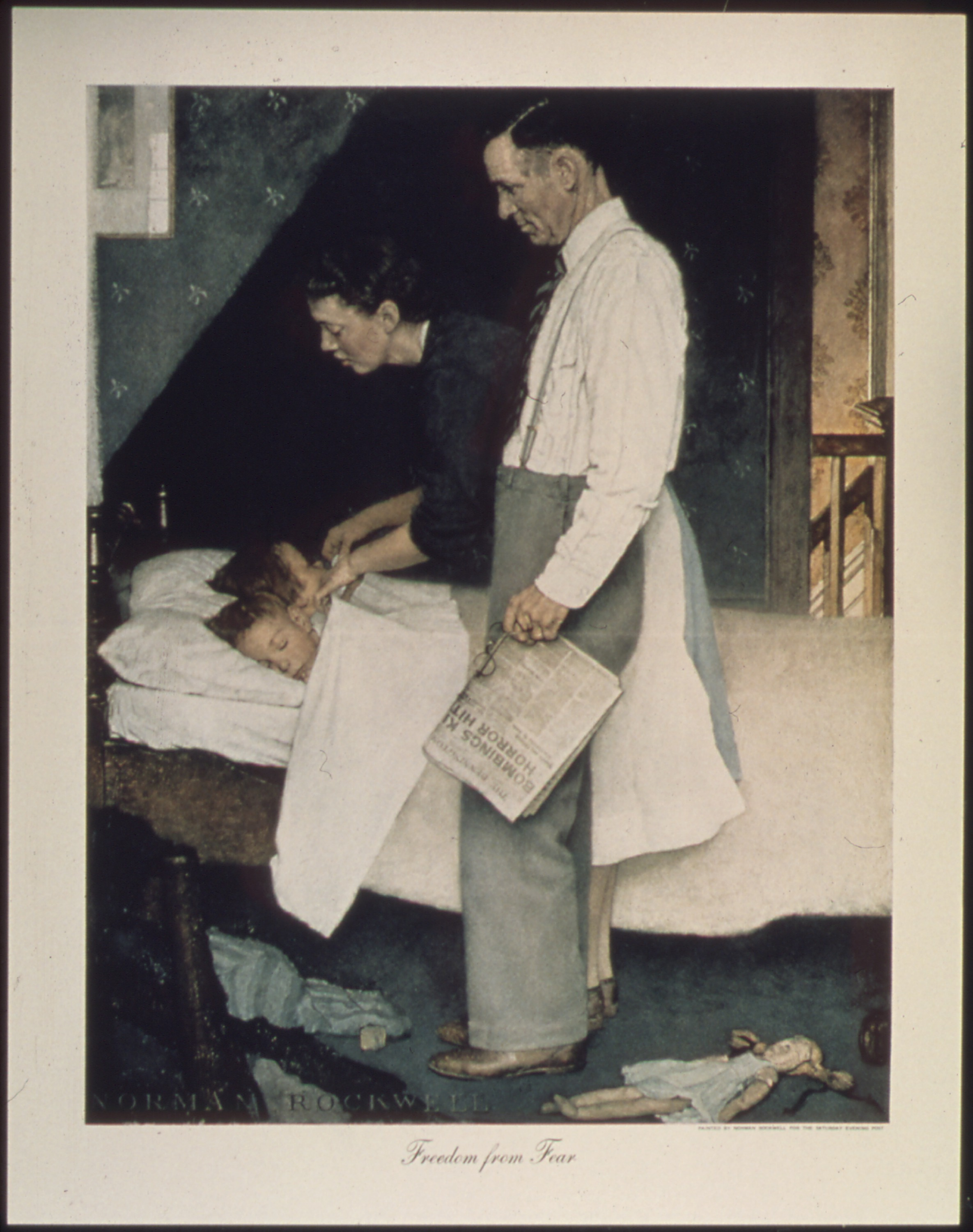
Freedom from Fear (da série  The Four Freedoms)
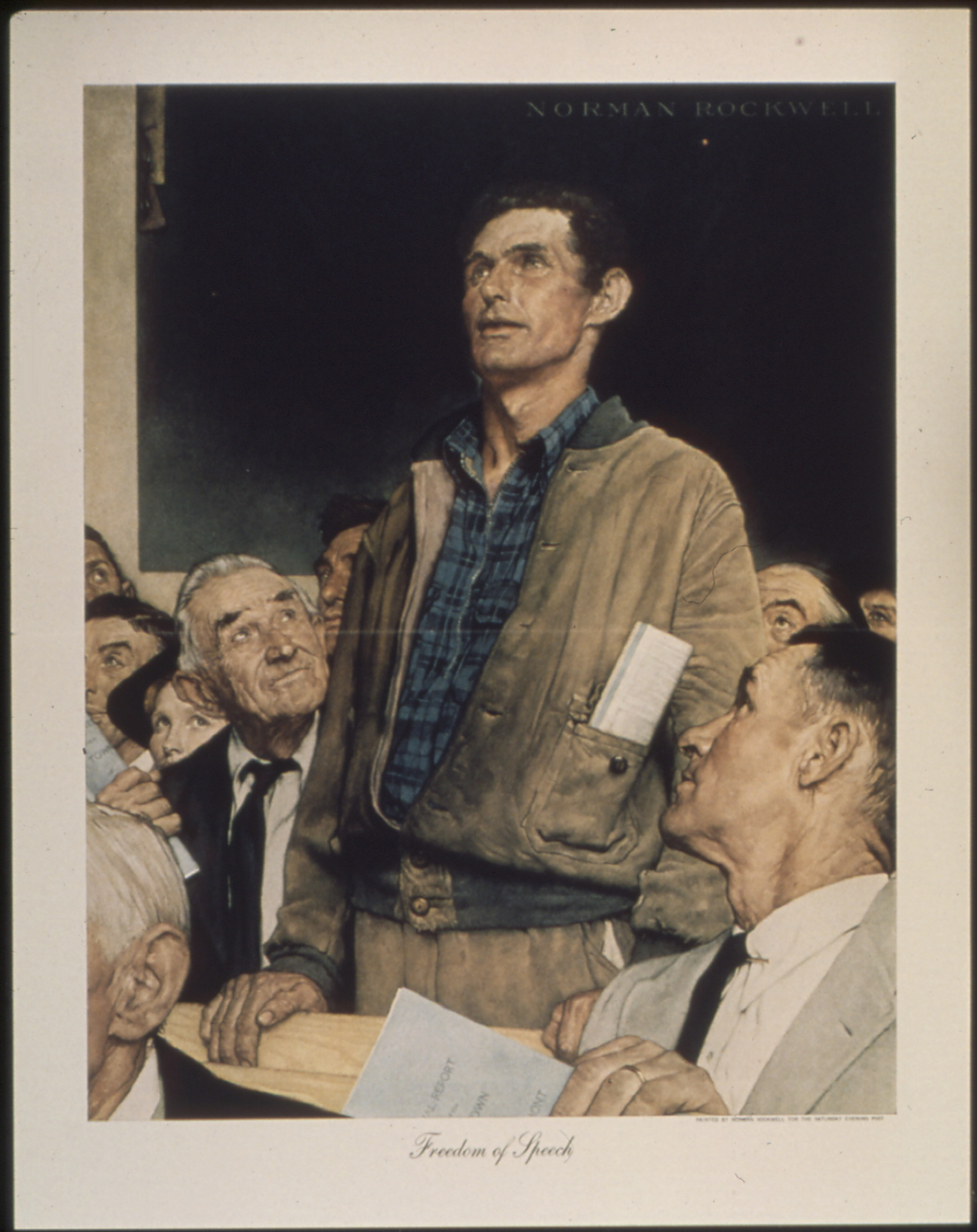
Freedom of Speech (da série  The Four Freedoms)
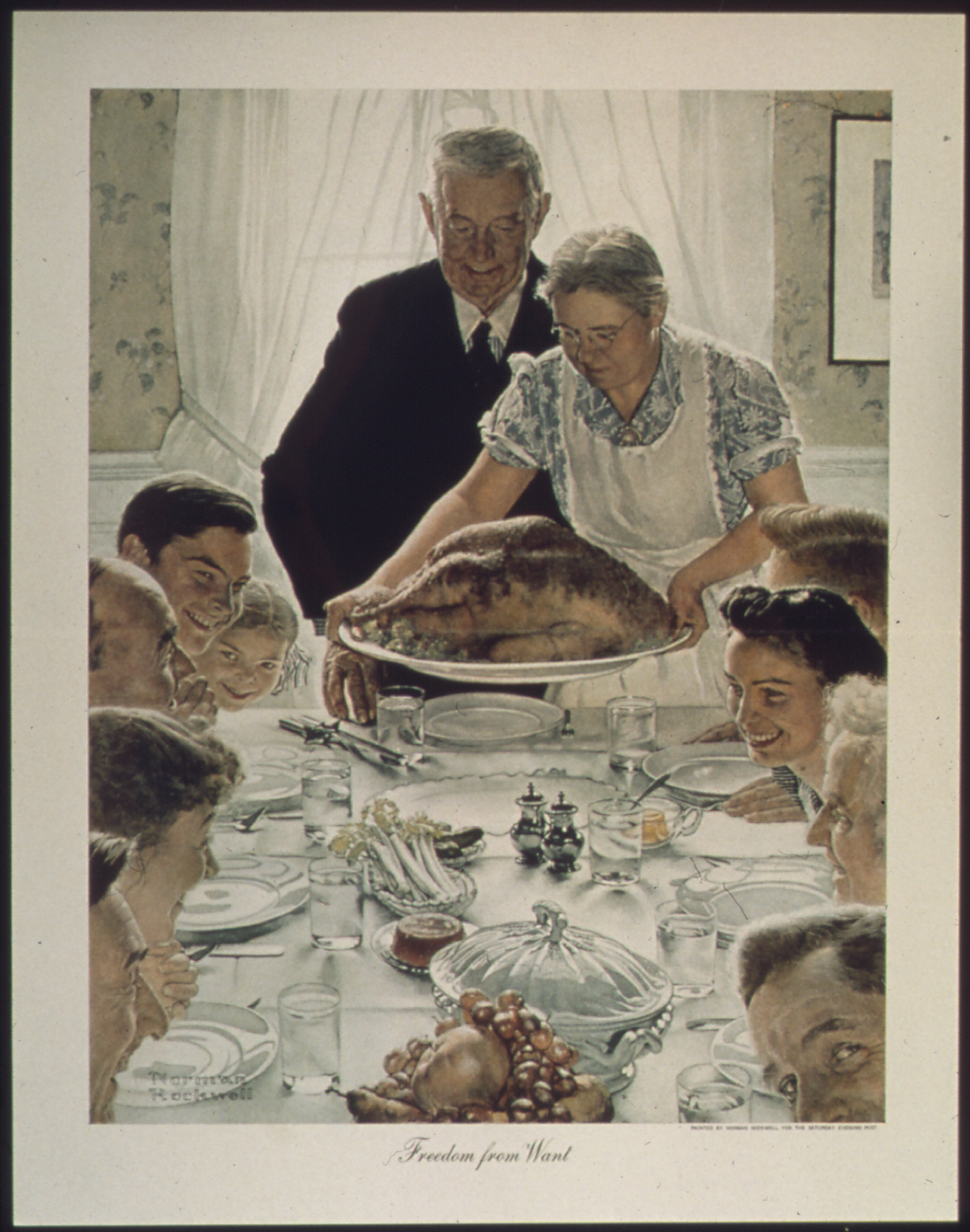
Freedom From Want (da série  The Four Freedoms)

## Outros trabalhos importantes
- Triple Self Portrait (1960) [11]